# Дом атамана (Уральск)
Дом атамана в Уральске — резиденция наказных атаманов Уральского казачьего войска. Памятник архитектуры XIX века, входит в охраняемый государством исторический градостроительный комплекс старого Уральска.
Был построен в 1825 году по заказу атамана Давыда Бородина по проекту итальянского архитектора и фортификатора Микеле Дельмедино. После смерти Бородина был выкуплен у его наследников для использования в качестве официальной резиденции войсковых атаманов. В разные годы в доме гостили поэты и писатели Пушкин, Жуковский, Даль, Лев Толстой. В качестве Августейших атаманов всех казачьих войск в доме останавливались наследники престола — будущие императоры Александр II в 1837 году и Николай II в 1891 году. В 2006 году гостями дома стали президенты Казахстана и России Нурсултан Назарбаев и Владимир Путин.

## История
Наказной атаман Уральского казачьего войска Давыд Мартемьянович Бородин имел свой дом на углу Большой Михайловской и Атаманской улиц, построенный в конце XVIII века. Дом сильно пострадал в ходе сильных пожаров, практически уничтоживших деревянную застройку Уральска в 1820-е годы. После пожара 1821 года Бородин пригласил в Уральск из Санкт-Петербурга на должность войскового фортификатора итальянского архитектора Микеле Дельмедино. Итальянец, проработавший в Уральске на протяжении следующего десятилетия, выступил автором новой городской застройки, в настоящее время признанной историческим наследием Казахстана. В 1825 году под руководством Дельмедино было завершено строительство нового особняка Бородина на месте сгоревшего дома. За образцы новой резиденции атамана были взяты итальянские палаццо, дом украсили портик по центру и колоннады и балконы по краям.
После смерти Бородина в 1830-м году новый войсковой атаман Василий Осипович Покатилов выкупил дом у вдовы Бородина для размещения в нём официальной резиденции войсковых атаманов Уральского войска. Именно Покатилову выпало принять в резиденции первых знаменитых и высоких гостей. 21 сентября 1833 года в гости к уральским казакам приехал Александр Сергеевич Пушкин, бывший в поездке по местам Пугачёвского восстания. В течение трёх дней он гостил в доме атамана, беседовал со стариками — очевидцами событий восстания. В письме супруге в день отъезда из Уральска поэт писал: «Оттуда (из Оренбурга) поехал я в Уральск — тамошний атаман и казаки приняли меня славно, дали мне два обеда, подпили за моё здоровье, наперерыв давали мне все известия, в которых имел нужду, и накормили меня свежей икрой, при мне изготовленной».
16 июня 1837 года атаман Покатилов принимал в резиденции великого князя Александра Николаевича, будущего императора и великого реформатора. 19-летний наследник престола совершал своё большое путешествие по России, сопровождаемый в поездке своим воспитателем, поэтом Василием Андреевичем Жуковским, а также офицером по особым поручением при оренбургском губернаторе Владимиром Ивановичем Далем. Сопровождавший наследника генерал от инфантерии Юрьевич в своих путевых записках так описал город: «Для степи это богатый город. Одна предлинная улица, вся из прекрасных больших каменных домов, и всё казаков здешних; внутренность домов также богато отделана…»
Владимир Даль служил в Оренбурге при генерал-губернаторе Перовском более восьми лет и за годы службы бывал в Уральске многократно. В одном из писем приятелю Даль даже говорил о желании написать роман: «У меня давно на уме уральский роман: быт и жизнь этого народа, казаков, цветиста, ярка, обильна незнакомыми картинами и жизнью самородною: это заветный уголок…»
В сентябре 1857 года новым наказным атаманом уральских казаков был назначен Аркадий Дмитриевич Столыпин. Ему Уральск обязан основанием старейшего в Казахстане театра, первой типографией, тенистыми бульварами и скверами. В 1862 году к своему товарищу по обороне Севастополя приехал Лев Николаевич Толстой: «…Я нашёл приятеля Столыпина атаманом в Уральске и ездил к нему и привёз оттуда писаря, но диктую и пишу мало. Лень одолевает при кумысе…» Писатель в этот период подозревал у себя начало туберкулёза и лечился в башкирской степи кумысом по совету своих врачей.
В 1891 году резиденция уральского атамана во второй раз принимала наследника престола и атамана всех российских казаков — великого князя Николая Александровича. Наследника престола принимал тогдашний атман уральцев генерал Шипов. Для наследника в течение нескольких дней были даны множество обедов и большая развлекательная программа, одним из участников которой стал приглашённый бас Фёдор Шаляпин. Очевидно, наследнику приём пришёлся по вкусу, уезжая, он сказал Шипову: «Я никогда не забуду тех дней, которые провёл здесь, у вас, и тех минут, которые вы заставили меня пережить».
В советское время в здании размещалась воинская часть, позднее он был известен, как Дом пионеров с многочисленными кружками и мастерскими моделистов. После переезда в 1987 году Дома пионеров в другой исторический особняк — Дом купцов Ванюшиных, помещения атаманского дома заняли отделения госпиталя управления внутренних дел. Часть здания занимает литературный музей — филиал уральского исторического музея. В октябре 2006 года экспозицию литературного музея, получившего имя Александра Сергеевича Пушкина, посетили президенты Казахстана и России — Нурсултан Назарбаев и Владимир Путин.

## Архитектурные особенности
Центральная часть здания имеет три этажа, боковые крылья — два. Главный фасад атаманского особняка имеет три небольших ризалита, увенчанных треугольными фронтонами. Нижний этаж здания оформлен рустовкой, квадровой — в ризалитах, и дощатой между ними. Верхний третий этаж центрального ризалита — лоджия, оформленная арочным проёмом, разделённым двумя колонными импостами. Лоджия второго этажа украшена двумя тосканскими колоннами. Такими же колоннами были оформлены лоджии боковых ризалитов, но в ходе перестройки здания в советское время они были утеряны вместе с балконами фасадной части здания. На колонны боковых ризалитов опирались сохранившиеся полуциркульные арки окон. Окна стен между ризалитами оформлены фигурными сандриками, с фронтонами на высоких кронштейнах. В циркульных нишах первого этажа в советское время были помещены барельефные портреты Александра Пушкина и Льва Толстого, после реставрации здания портреты были удалены.